# Lofer (Autriche)
Lofer est une commune autrichienne du land de Salzbourg.